# Фелдкирх
Вижте пояснителната страница за други значения на Фелдкирх.
Фѐлдкирх (на немски: Feldkirch) е град в Западна Австрия. Разположен е в едноименния окръг Фелдкирх на провинция Форарлберг около река Ил на 3 km от границата с Лихтенщайн. Главен административен център на окръг Фелдкирх. Надморска височина около 458 m. Първите сведения за града датират от 830 г. През 1218 г. получава статут на град. Има жп гара. Отстои на 35 km южно от провинциалния център град Брегенц. Население 32 341 жители към 31 март 2008 г.